# Cacia proteus
Cacia proteus là một loài bọ cánh cứng trong họ Cerambycidae.